# Brettyelin
Brettyelin (románul: Bretelin) falu Romániában, Erdélyben, Hunyad megyében.

## Fekvése
Dévától 12 kilométerre nyugatra, a Pojána Ruszka-hegység északi peremén fekszik.

## Népessége

### A népességszám változása
Mindig kis falu volt. Lakossága 1910-ig csekély mértékben nőtt, azóta ötödére csökkent.

### Etnikai és vallási megoszlás
- 1850-ben 207 ortodox vallású, román nemzetiségű lakosa volt.
- 2002-ben 52 román nemzetiségű lakosából 46 volt ortodox és hat egyéb vallású.

## Története
Korábbi neve Törzsök (1453-ban Thersek) vagy Törzsökös (1491-ben Thersekws). Az addig Déva várához tartozó falut Hunyadi János 1453-ban Teodor kenéznek adományozta, a rigómezei csatában tanúsított vitézségéért. 1673-ban a dévai vár uradalmához tartozó faluként írták össze, négy családfővel. 1765 és 1849 között lakói nagyobb része a dévai vár jobbágya és zsellére volt, kisebbik részük az I. Erdélyi Román Határőrezred keretében határőri szolgálatot teljesített.

## Források

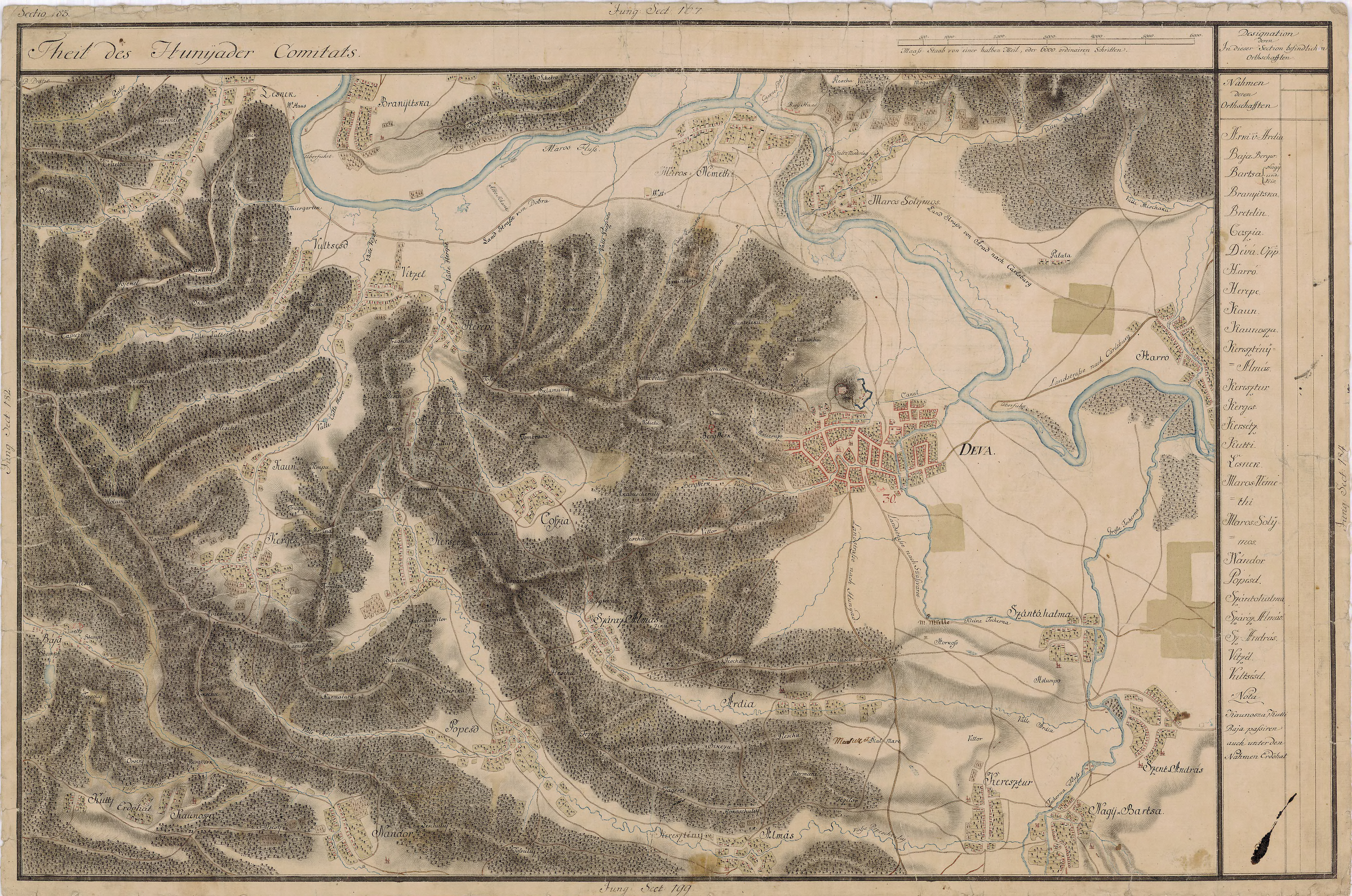
Brettyelin környéke 1769–73-ban